# Mnajdra

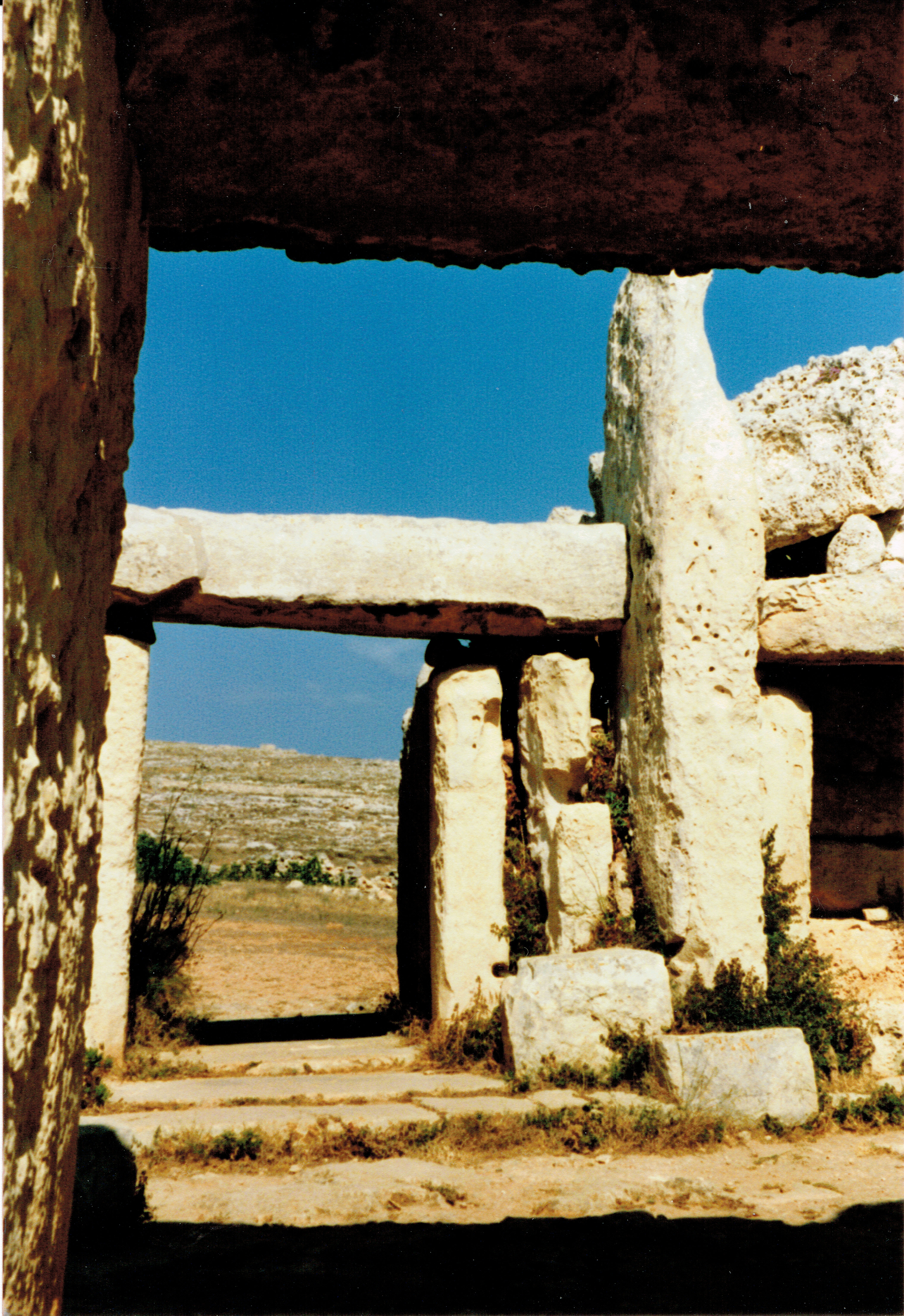
Chrám Mnajdra, detail

Mnajdra je chrámový areál na jižním pobřeží ostrova Malta, který patří k předním památkám megalitické kultury na Maltě; datován je přibližně do doby 3800–2500 př. n. l.).
Chrám se nachází spolu s dalším komplexem chrámu Ħaġar Qim na jižním pobřeží ostrova na k moři mírně spadajícím svahu naproti malému ostrůvku Filfla.